# Erdőtarcsa
Erdőtarcsa è un comune dell'Ungheria di 624 abitanti (dati 2001). È situato nella contea di Nógrád.